# Saint-Pantaléon-les-Vignes
Saint-Pantaléon-les-Vignes é uma comuna francesa na região administrativa de Auvérnia-Ródano-Alpes, no departamento de Drôme. Estende-se por uma área de 8,31 km². Em 2010 a comuna tinha 453 habitantes (densidade: 54,5 hab./km²).